# Дай Сун
Дай Сун (戴嵩, дати смерті й народження невідомі ) — китайський художник та державний службовець часів династії Тан.

## Життєпис
Про місце й дату народження нічого невідомо. Розпочав свою кар'єру державного службовця при імператора Де-цзуні, який призначив Дай Суна інспектором до префектури на території сучасної провінції Чжецзян. Стосовно подальших успіхів на цивільній службі немає відомостей. Ймовірно з часом оселився у столиці Чан'ані, де став учнем відомого художника Хань Хуана. В подальшому став відомим художником, виконуючи замовлення багатіїв та представників імператорського дому. Відомо, що працював за імператорів Шунь-цзуна та Сянь-цзуна.

## Творчість
Продовжив традицію свого вчителя із зображення великої рогатої худоби, особливо биків й буйволів. Рідкісні збережені твори цього художника свідчать про досягнення великої досконалості в обраному жанрі. Типовим для Дай Суна є картина-сувій «Бики», на якій правдиво зображена група тварин, відображені усіх їх особливості, колір шкіри, пози.